# 哈利卡恩 (阿拉巴馬州)
哈利卡恩（英語：Hurricane）是一個位於美國阿拉巴馬州鮑德溫縣的非建制地區。該地的面積和人口皆未知。

## 地理
哈利卡恩的座標為30°50′28″N 87°54′07″W / 30.841111°N 87.901944°W，而該地最高點為海拔高度11米（即36英尺）。